# Шауш, Мохаммед
Мохаммед Шауш (араб. محمد الشاوش‎; род. 12 декабря 1966) — марокканский футболист, выступавший на позиции нападающего за сборную Марокко.

## Клубная карьера
Мохаммед Шауш начинал свою карьеру футболиста в марокканском клубе «Кавкаб Марракеш». В 1988 году он перешёл во французский «Сент-Этьен». 8 сентября 1988 года нападающий дебютировал во французском Дивизионе 1, выйдя в основном составе в гостевом поединке против «Канна». Спустя 12 дней Шауш забил свой первый гол в лиге, отметившись в гостевой игре с ПСЖ.
В 1990 году марокканец стал футболистом команды французского Дивизиона 2 «Истр», а в 1992 году — «Меца», выступавшего тогда в Дивизионе 1. Спустя год Шауш вновь играл уровнем ниже, за «Ниццу», которая в 1994 году всё же сумела вернуться в элиту французского футбола. В 1997—1999 годах нападающий выступал за «Лаваль», после чего перешёл в кипрский АПОЭЛ, где вскоре и завершил свою игровую карьеру.  

## Карьера в сборной
Мохаммед Шауш играл за сборную Марокко на Кубке африканских наций 1992 года в Сенегале, где провёл за неё два матча: группового этапа с Камеруном и Заиром. 
Форвард был включён в состав национальной команды на чемпионат мира по футболу 1994 года в США, где сыграл в двух играх марокканцев на турнире: с Бельгией и Саудовской Аравией. В матче с саудовцами Шауш забил гол.

## Достижения
Кавкаб Марракеш
- Обладатель Кубка Марокко (1): 1986/87

 Ницца
- Обладатель Кубка Франции (1): 1996/97